# Расторгуев, Семён Васильевич
Семён Васи́льевич Расторгу́ев — российский архитектор.
Родился в 1981 году в г. Ярославле. Учился в Ярославском государственном техническом университете, окончил в 2004 г. Место работы в настоящее время: архитектурное бюро «Проект Меганом», г. Москва. Занимается развитием и популяризацией концепций архитектурной футурологии.
Основатель и главный редактор ведущего интернет-портала о концептуальной архитектуре «Центр Исследования Хаоса»

## Основные публикации
- Agora, Dreams and Visions, Bio-City — «l`ARCA» #183, july-august 2003 ISSN 0394-2147
- «Build das architekten — magazin»
- Visions of a Mutant City — «ARC-vision» #10, 2004
- Современная интервенция в Лагуну — «Проект Россия» № 35, 2005
- Anti-Conditionalism — Arquitectura despuses del comunismo — «Codigo 06140», 2007
- Назад в футуристическое — «Коммерсантъ» № 196(3772) от 25.10.2007, приложение «Дом»
- Dreams and Visions: BioCity — «l`ARCA plus» № 53, June 2007
- Которосль 2010 — Ярославский Millennium — «Domus» № 19-20, сентябрь 2009
- Журнал «Tatlin Mono» № 3 (32) 2012
- Семён Расторгуев — основные публикации 2007—2013

## Награды
- Победитель всемирного архитектурного конкурса «Атлас архитектуры будущего» (недоступная ссылка) (проект Organic city, 2002 г.) — первая победа архитекторов России на всемирном архитектурном конкурсе за 30 лет.
- почетный гость XXI Международного конгресса архитекторов в Берлине (2002 г.)
- лауреат российского архитектурного конкурса «Workshop Russia» (проект Ярославль — Millennium 2004 г.)
- участник международного мастер-класса под руководством голландской группы архитекторов «West 8» в рамках IX Венецианской биеннале (2004 г.)
- лауреат всероссийского конкурса «Пять фасадов частной архитектуры» (2005 г.)
- лауреат международного конкурса Advanced Architecture Contest (2005 г.)
- лауреат российского архитектурного конкурса «Дом-Автоном» (2008 г.)
- лауреат международного конкурса World Architecture Awards (2009 г.)

## Кураторская деятельность
- Куратор архитектурного фестиваля «Социальная революция» (2012—2014 гг.)

Организатор международных архитектурных конкурсов:
- «Революция социального жилья» (2012 г.), (сайт конкурса)
- «Гурманизация срЕды» (2013 г.), (конкурсные проекты)
- «ПАРКовка» (2013 г.), (конкурсные проекты)
- «Spartacus alive / Живой Спартак» в рамках 1 Ярославской архитектурной Биеннале (2013 г.), (сайт конкурса)
- «Под Мостом» (2014 г.), (сайт конкурса)

## Выставки
Работы экспонировались на архитектурных и художественных выставках:
- «Грешные деньги», Москва, 2011
- «Новый формализм», Санкт-Петербург, 2010
- Архитектурный фестиваль «Золотая капитель», Новосибирск, 2009
- Венецианская Архитектурная Биеннале, Венеция, 2004, 2008, 2010
- Международная выставка архитектуры и дизайна «Арх Москва» (2004—2013 гг.),
- Выставка «Персимфанс», Москва, 2008,
- Выставка в ЦСИ «АРС-Форум» «Город молодых» (2002—2004 гг.),
- Авторская выставка «ПТАХИ» (2003 г.)

## Среди построек
- Экспозиционное пространство выставки BornHouse на Венецианской биеннале — Сан-Стае, Венеция, 2008
- Экспозиционное пространство выставки «Персимфанс» в рамках 1 Московской Архитектурной Биеннале, Москва, 2008 (в соавторстве с Александром Бродским)
- Павильон АБ Проект Меганом на выставке Арх Москва, Москва, 2007
- Экспозиция Второй Московской биеннале современного искусства, Москва, 2007
- гостиница «Царьград», Ярославль, 2005 (в соавторстве с Тонино Гуэрра)
- Спа-салон, Ярославль, 2006

## Среди проектов
- Антикондиционализм — вертикальный город для международного конкурса «Атлас архитектуры будущего», Берлин 2002,
- Биосити — проект для международного конкурса «Атлас архитектуры будущего», Берлин 2002,
- Современный коттедж на Рублёвке, Московская область, 2002,
- Центр Тысячелетия Ярославля, Ярославль 2003—2004,
- Laguna Proun, Венеция 2004,
- Коттеджный посёлок будущего для конкурса 5 фасадов частной архитектуры России, Москва 2005, и конкурса Advanced Architecture Contest, Барселона 2005,
- Проект реконструкции площади Волкова, Ярославль 2005,
- Многофункциональный комплекс и бизнес-центр в пойме реки Которосль, Ярославль 2005—2007,
- Многофункциональный комплекс «Боровое-Биосити», Боровое, Казахстан, 2007
- Дом-Автоном — проекты для конкурса «Дача XXI века», Москва, 2007—2008
- список архитектурных проектов 2000—2014